# 大阪体育大学
大阪体育大学（おおさかたいいくだいがく、英語: Osaka University of Health and Sport Sciences）は、大阪府泉南郡熊取町朝代台1-1に本部を置く日本の私立大学。1965年創立、1965年大学設置。大学の略称は大体（だいたい）、大体大（だいたいだい）、OUHS。

## 建学の精神
不断の努力により知・徳・体を修め社会に奉仕する
上述の建学の精神のほか、「学園の使命（ミッション）」がある

## 沿革

### 年表
- 1921年 - 大阪府大阪市天王寺区に浪華商業実修学校として創立
- 1923年 - 大阪市南区（現在の中央区）に移転
- 1924年 - 浪華商業学校設立認可
- 1926年 - 大阪市東淀川区に移転
- 1932年 - 浪華高等商業学校設立認可
- 1942年 - 財団法人浪華商業学校設立認可
- 1943年 - 校名を淡路工業学校に改称
- 1946年 - 浪華商業学校に校名復帰
- 1947年 - 浪商中学校設立認可
- 1948年 - 浪華商業高等学校設立認可
- 1950年 - 浪商附属幼稚園設立認可
- 1951年 - 学校法人浪華学園と組織変更の件認可
- 1959年 - 学校法人浪商学園浪商高等学校に改称
- 1963年 - 大阪市東淀川区から茨木市に移転
- 1964年 - 学校法人浪商学園、文部省に大阪産業大学の設置認可申請書を提出。同年内に学名変更申請書を提出
- 1965年 - 大阪府茨木市に大阪体育大学（en：Osaka College of Physical Education）開学。体育学部体育学科（学校体育、社会体育、生産体育の各課程）を設置
- 1969年 - 浪商中学校を大阪体育大学附属中学校と改称
- 1970年 - 体育専攻科を設置
- 1981年 - 大阪体育大学産業体育研究所設立
- 1983年 - 浪商高等学校高槻学舎（普通科）開設
- 1985年 - 浪商高等学校高槻学舎を大阪青凌高等学校と改称。大阪青凌中学校設置
- 1989年
  - - 泉南郡熊取町に移転
  - - 英文名称を「Osaka University of Health and Sport Sciences」に変更
  - - 学校体育、社会体育、生産体育の課程を体育科学、学校体育、社会体育（生産体育課程を包括）、コーチ教育、健康科学の5コース制に改める
  - - 大阪体育大学附属福祉専門学校設立、社会福祉専門課程・介護福祉課程を設置
- 1992年 - 体育専攻科を改組転換し、大学院体育科学研究科修士課程を設置
- 1996年 - 体育学部に生涯スポーツ学科の設置認可
- 1997年 - 体育学部に生涯スポーツ学科を増設
- 2000年
  - - 大阪体育大学附属福祉専門学校を改組転換し、大阪体育大学短期大学部（以下、短期大学部）を開設。健康福祉学科と保健福祉学科（保健福祉専攻、精神保健福祉専攻）を設置
  - - 大阪体育大学体育専攻科を廃止
- 2001年
  - - 大学院体育科学研究科をスポーツ科学研究科に改称
  - - 大学院スポーツ科学研究科博士後期課程を設置し、修士課程を博士前期課程に改組
  - - 大阪体育大学附属福祉専門学校を廃止
- 2002年 - 大阪体育大学に健康福祉学部を設置認可
- 2003年
  - - 大阪体育大学に健康福祉学部健康福祉学科を設置（短期大学部の保健福祉学科を改組、学生募集を停止）
  - - 短期大学部の健康福祉学科を介護福祉学科に改称
- 2004年 - 短期大学部の保健福祉学科を廃止
- 2005年
  - - 産業体育研究所を生涯スポーツ実践研究センターに改組。
  - - 大阪体育大学体育学部にスポーツ教育学科、健康・スポーツマネジメント学科の設置認可
- 2006年 - 体育学部にスポーツ教育学科、健康・スポーツマネジメント学科を増設（体育学部の体育学科、生涯スポーツ学科を改組、学生募集を停止）
- 2009年 - 短期大学部の学生募集停止
- 2011年 - 短期大学部を閉学
- 2015年 - 教育学部を開設、健康福祉学部の学生募集を停止
- 2017年 - 社会貢献センターが始動（生涯スポーツ実践研究センターと健康福祉実践研究センターが合併）
- 2018年 - 大阪体育大学スポーツ局を設置
- 2023年（令和５年）4月 - 体育学部をスポーツ科学部（仮称）に名称変更するとともに学科編成の再編を設置構想中[1]。
- 2024年（令和６年）4月 - 体育学部をスポーツ科学部へ、スポーツ教育学科及び健康・スポーツマネジメント学科をスポーツ科学科に統合、６つのコース「コーチ教育コース」「体育科教育コース」「スポーツ心理・カウンセリングコース」「スポーツマネジメントコース」「アスレティックトレーニングコース」「健康スポーツコース」を「スポーツ教育コース」「体育科教育コース」「スポーツ心理・カウンセリングコース」「スポーツマネジメントコース」「アスレティックトレーニングコース」「健康科学コース」に改称。

## 基礎データ

### 象徴
- 学章は「大学」の文字の中央に「人」をイメージした文字を組み合わせてデザインされている。
- 現在の同学のロゴマークは、1994年（平成6年）6月に制定されたものである。大阪の「Ｏ」と体育大学の「Ｔ」を組み合わせたものとなっている。
- 1999年（平成11年）2月には、同学のマスコットキャラクターとして、熊の「ボーシャー」（BOUSHEAR＝BEAR＋OUHS）が制定された。「キットカット受験生応援キャンペーン2014」など学内外のイベントで活躍している。

## 組織と大学関係者

### 学部
- 体育学部（2024年4月学生募集停止）
  - スポーツ教育学科（3年次より以下のコースに所属）
    - コーチ教育コース
    - 体育科教育コース
    - スポーツ心理・カウンセリングコース

  - 健康・スポーツマネジメント学科（3年次より以下のコースに所属）
    - スポーツマネジメントコース
    - アスレティックトレーニングコース
    - 健康スポーツコース
- スポーツ科学部（2024年4月開設）
  - スポーツ科学科（2年次後期より各コースに所属）
    - スポーツ教育コース
    - 体育科教育コース
    - スポーツ心理・カウンセリングコース
    - スポーツマネジメントコース
    - アスレティックトレーニングコース
    - 健康科学コース
- 教育学部
  - 教育学科（2年次より各コースのいずれかを選択）
    - 小学校教育コース
    - 保健体育教育コース
    - 幼児教育コース
    - 特別支援教育コース（2021年度新設）

### 研究科
- スポーツ科学研究科
  - スポーツ科学専攻（博士前期課程・博士後期課程）
    - スポーツ文化領域
    - 競技スポーツ領域
    - 健康スポーツ領域
    - 学校体育領域
    - レジャー・レクリエーション領域

### 附属機関
- 大阪体育大学図書館
- 大阪体育大学社会貢献センター
- 大阪体育大学スポーツ科学センター
- 大阪体育大学情報処理センター
- 大阪体育大学教養教育センター
- 大阪体育大学キャリア支援センター
- 大阪体育大学教職支援センター
- 大阪体育大学学習支援室
- 大阪体育大学診療所

### 大学関係者一覧
→「大阪体育大学の人物一覧」を参照

## 研究・教育
- 2016年度より「大体大DASHプロジェクト」に着手[2]

## 対外関係

### 国際交流協定
- 中国 西安体育学院[3]
- カナダ ウェスタン・オンタリオ大学[3]
- 台湾 国立体育大学[3]
- シンガポール 南洋理工学院[3]

### 国内他大学
- 関西医療大学（包括協定、2024年7月4日締結）[4]
- 大阪観光大学・関西医療大学・京都大学複合原子力科学研究所（熊取町内4大学連携協力、2024年7月30日締結）[5]

## 系列・付属校

### 系列校・附属学校
- 大阪体育大学浪商中学校・高等学校（泉南郡熊取町）
- 大阪青凌中学校・高等学校（高槻市）
- 大阪体育大学浪商幼稚園（茨木市）

## アクセス
- 阪和線（JR西日本）熊取駅下車、南海ウイングバス「大阪体育大学前」バス停下車
- 南海本線 泉佐野駅下車、南海ウイングバス「大阪体育大学前」バス停下車
- 和歌山線（JR西日本）粉河駅下車、和歌山バス那賀粉河熊取線「大阪体育大学口」バス停下車